# Iveco Crossway
Als Iveco Crossway wird eine Low-Entry- und Überlandbus-Baureihe des Busherstellers Iveco Bus bezeichnet. Die Baureihe wurde von 2005 bis 2013 unter dem Namen Irisbus Crossway angeboten. Als der Markenname Irisbus durch Iveco Bus ersetzt wurde, wurde der Modellname in Iveco Crossway geändert. Bisher wurden mehr als 60.000 dieser Fahrzeuge hergestellt.

## Konstruktionsmerkmale
Der Crossway basiert auf dem Arway, einem Überlandbus der Mittelklasse, der auf der Grundlage des früheren Ares hergestellt wurde. Es handelt sich also um eine kostengünstige Variante, die für Überlandfahrten geeignet ist; der Unterschied macht sich in der Qualität der Innenausstattung und der Montage bemerkbar.
Der Crossway wird im ehemaligen Karosa-Werk bei Iveco Czech Republic in Vysoké Mýto in Tschechien hergestellt.
2013 wurde Irisbus im Rahmen einer umfassenden Erneuerung des Iveco-Bussektors in „Iveco Bus“ umbenannt; der Crossway wurde mit dieser Übernahme überarbeitet und fortan als Iveco Crossway produziert.

## Produktion und Betrieb

### Irisbus Crossway (2007–2013)
Bei der ersten Serie des Crossway – die von 2007 bis 2013 von Irisbus gebaut wurde – handelte es sich um die preisgünstige Variante des Arway. Der Crossway unterscheidet sich vom Arway durch die Front- und Heckgestaltung. Eine Low-Entry-Variante mit halbniederflurigen Boden wurde ebenfalls hergestellt.
Der Irisbus Crossway konnte mit einem 6-Zylinder-Tector-Motor mit 5,9 Liter Hubraum und einer Leistung von 194 kW (264 PS) oder 220 kW (300 PS) ausgestattet werden, die beide die Euro-V-Norm erfüllen. Weiterhin konnte der Irisbus Crossway mit dem Euro-V-Motor Cursor 8 mit einer Leistung von 243 kW (330 PS) ausgestattet werden. Optional konnte auch ein Cursor 8 bestellt werden, der die EEV-Vorschriften erfüllt. Alle Motoren sind mit einem SCR-Katalysator ausgestattet. Die Fahrzeuge haben ABS und ESP. Als Getriebe konnte man ein 4- oder 6-Gang-Automatik oder ein 6-Gang-Schaltgetriebe bestellen. Eine Klimaanlage und ein Rollstuhllift mit Rollstuhlplatz waren optional erhältlich.
Varianten des Irisbus Crossway
- Irisbus Crossway 10,8 m: hergestellt von 2007 bis 2013 als Ersatz für den Arway 10,6 m
- Irisbus Crossway 12 m: hergestellt von 2007 bis 2013 zusammen mit dem Crossway 10,8 m; ersetzte den Arway 12,8 m und den Axer 12,8 m
- Irisbus Crossway 12.8 m: hergestellt von 2007 bis 2013 als Ersatz für den Arway 12,8 m und den Axer 12,8 m; 2013 wurde der Crossway 12,8 m durch die 13-m-Variante ersetzt
- Irisbus Crossway 13 m: wurde seit 2013 als Ersatz für den Crossway 12,8 m hergestellt
- Irisbus Crossway 10,8 m: Low-Entry Bus, als Stadtbus (CITY) und als Überlandbus (LINE)
- Irisbus Crossway 12 m: Low-Entry Bus, als Stadtbus (CITY) und als Überlandbus (LINE)
- Irisbus Crossway 13 m: Low-Entry Bus, als Stadtbus (CITY) und als Überlandbus (LINE)

### Iveco Crossway 1. Generation (2013–2024)
Ab 2013 ist die Crossway-Reihe mit der Arway-Reihe vereint: Der neue Crossway übernimmt also die Unterschiede zwischen den beiden Modellen, die sich zwar technisch ähneln, aber in Bezug auf die Qualität der Verarbeitung und den Preis unterscheiden. Seit 2013 werden die verschiedenen Varianten des Crossways unter dem Namen Iveco Crossway angeboten. Seitdem befindet sich an der Fahrzeugfront und am Heck der Iveco-Schriftzug als Logo, der den Irisbus-Delfin ersetzte.

#### Iveco Crossway Pop
Der Iveco Crossway Pop ist für Schulbuslinien gedacht und für eine maximale Fahrgastkapazität mit engeren Sitzreihen ausgestattet.
Längen: 10,8 m, 12 m, 12,8 m, 13 m (bis 2013)
Motoren: Iveco Tector 6 oder Iveco Tector 7 in Verbindung mit einem 6-Gang-Schaltgetriebe oder einem 4- oder 6-Gang-Automatikgetriebe

#### Iveco Crossway Line
Der Iveco Crossway Line wurde für Kurz- und Mittelstrecken entwickelt.
Längen: 10,8 m, 12 m, 12,8 m, 13 m (bis 2013)
Motoren: Iveco Tector 6/7 oder Iveco Cursor 8/9, in Verbindung mit einem 6-Gang-Schaltgetriebe oder einem 4- oder 6-Gang-Automatikgetriebe

#### Iveco Crossway High Value
Ausgestattet mit integrierter Klimaanlage, Ventilator und individueller Beleuchtung, angetrieben durch den Cursor-Motor mit Automatikgetriebe

#### Iveco Crossway Pro
Der Iveco Crossway Pro wurde für den Einsatz auf regionalen Strecken entwickelt.
Längen: 10,8 m, 12 m, 12,8 m, 13 m (bis 2013)
Motoren: Iveco Cursor 8 oder 9 in Verbindung mit einem 4- oder 6-Gang-Automatikgetriebe

#### Iveco Crossway LE
Der Iveco Crossway LE ist ein Low-Entry-Bus mit Niederflur-Einstieg.
Den Iveco Crossway LE gibt es in zwei Versionen: CITY und LINE
Längen: 10,8 m, 12 m, 13 m und 14,5 m mit drei Achsen
Antriebsvarianten: Dieselmotor HI-SCR Tector 7 sowie Cursor 9 und exklusiv für die 12-Meter-Variante gibt es noch den Cursor 9 Natural Power.
Im Jahr 2021 wurde bekannt gegeben, dass Iveco an einer Elektrovariante des Iveco Crossway LE arbeitet. Im April 2022 wurde der Iveco Crossway LE Hybrid vorgestellt.
Der Iveco Crossway LE gilt vor allem wegen des Preis-Leistungs-Verhältnisses als beliebter Bus. Zu den größten Abnehmern in Europa gehören die Deutsche Bahn und die Österreichische Postbus AG.

### Iveco Crossway 2. Generation (seit 2024)
2023 wurde die zweite Generation des Crossway vorgestellt, der erstmals auch vollelektrisch erhältlich sein wird.
Die elektrische Low-Entry-Variante des Crossways wird als Iveco Crossway LE Elec bezeichnet. Der Hersteller gibt eine Reichweite von rund 400 km an. Das Fahrzeug ist mit den neuen Fahrerassistenzsystemen ausgestattet, die ab Juli 2024 verpflichtet sind.
Der Crossway LE elec ist in den Längen von 12 und 13 Metern mit Klasse-1-Ausführung (42 bzw. 46 Sitzplätzen) und Klasse-II-Ausführung (44 bzw. 48 Sitzplätzen) lieferbar.

## Motoren
- Iveco Tector 6 – 5,9-Liter-Reihen-Sechszylindermotor mit Turbolader und Ladeluftkühlung, der die Abgasnormen Euro IV und V erfüllt
- Iveco Tector 7 – 6,7-Liter-Reihen-Sechszylindermotor mit Turbolader und Ladeluftkühler, Euro V- und VI-konform
- Iveco Cursor 8 – 7,9-Liter-Reihen-Sechszylindermotor mit Turbolader und Ladeluftkühlung, der die Abgasnormen Euro IV, V und EEV erfüllt
- Iveco Cursor 9 – 8,7-Liter-Reihen-Sechszylindermotor mit Turbolader und Ladeluftkühler, der die Abgasnormen Euro V und VI erfüllt

## Galerie

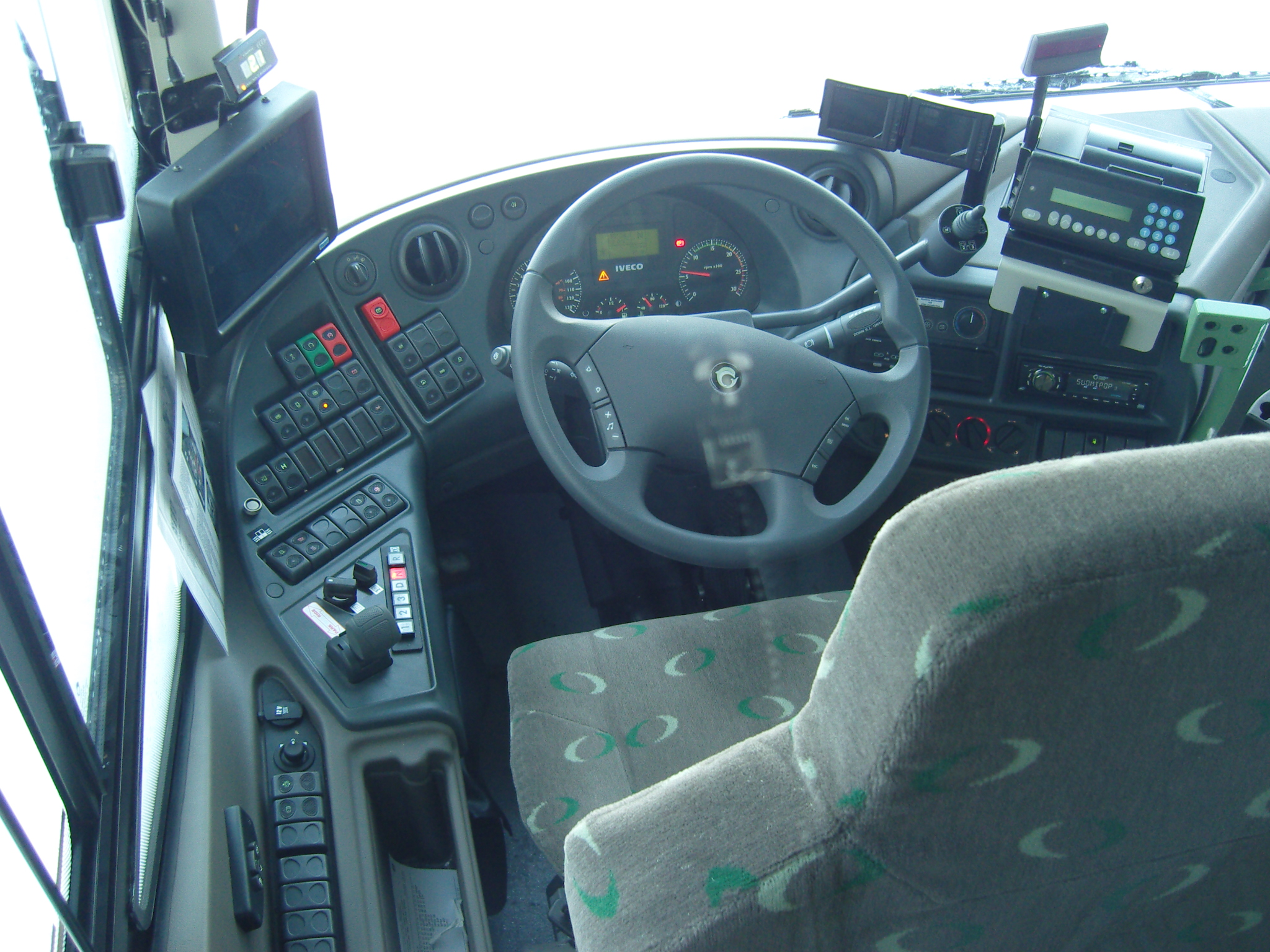
Irisbus Fahrerarbeitsplatz
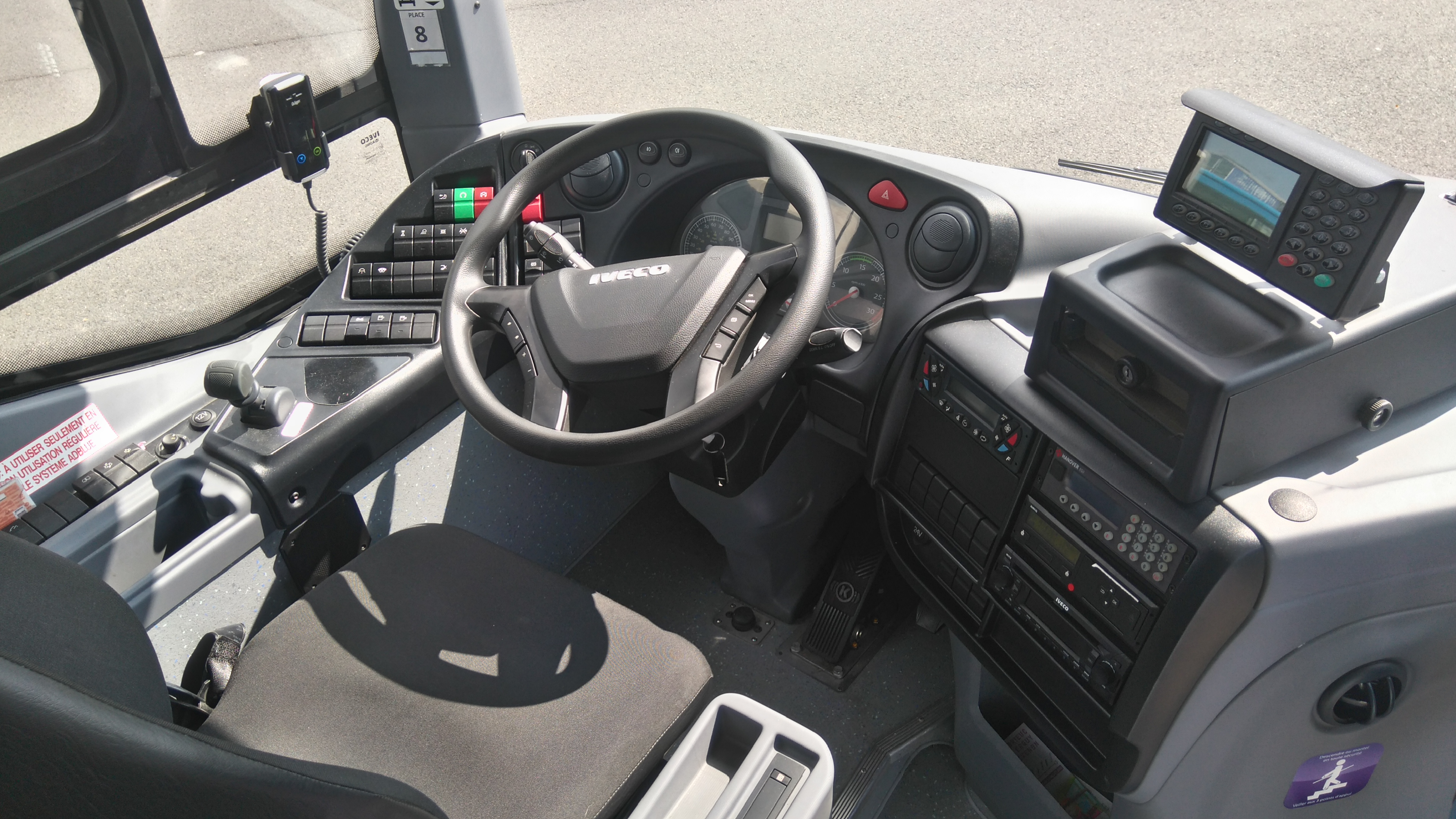
IVECO Fahrerarbeitsplatz (1. Generation)
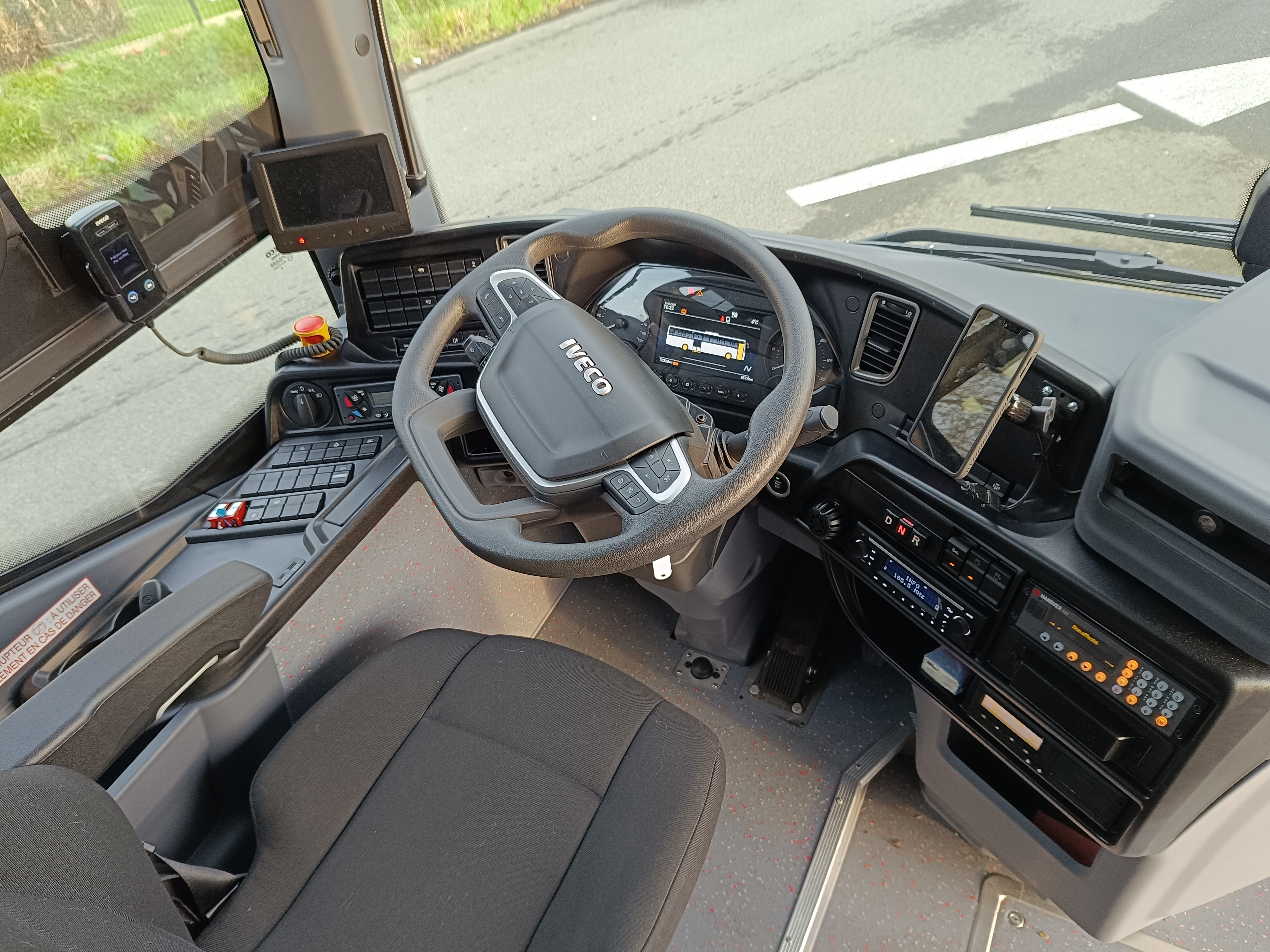
IVECO Fahrerarbeitsplatz (2. Generation)
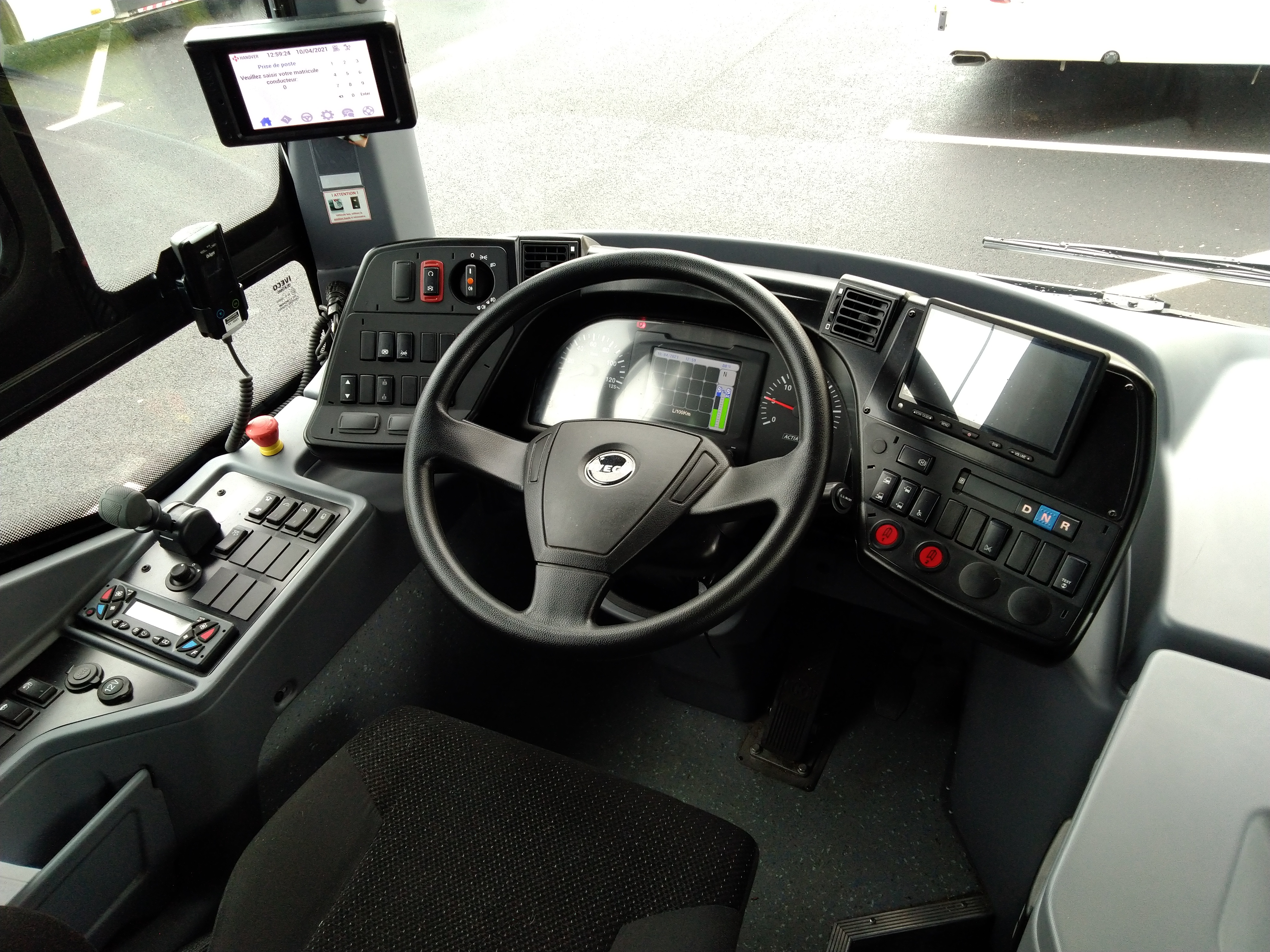
Actia Fahrerarbeitsplatz
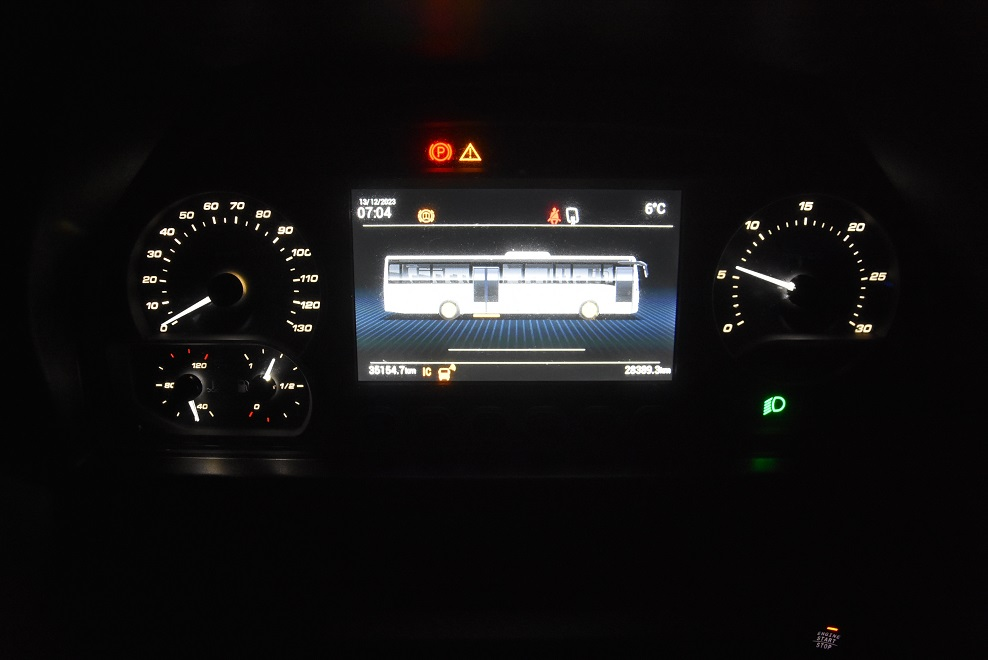
Armaturenbrett, Nacht
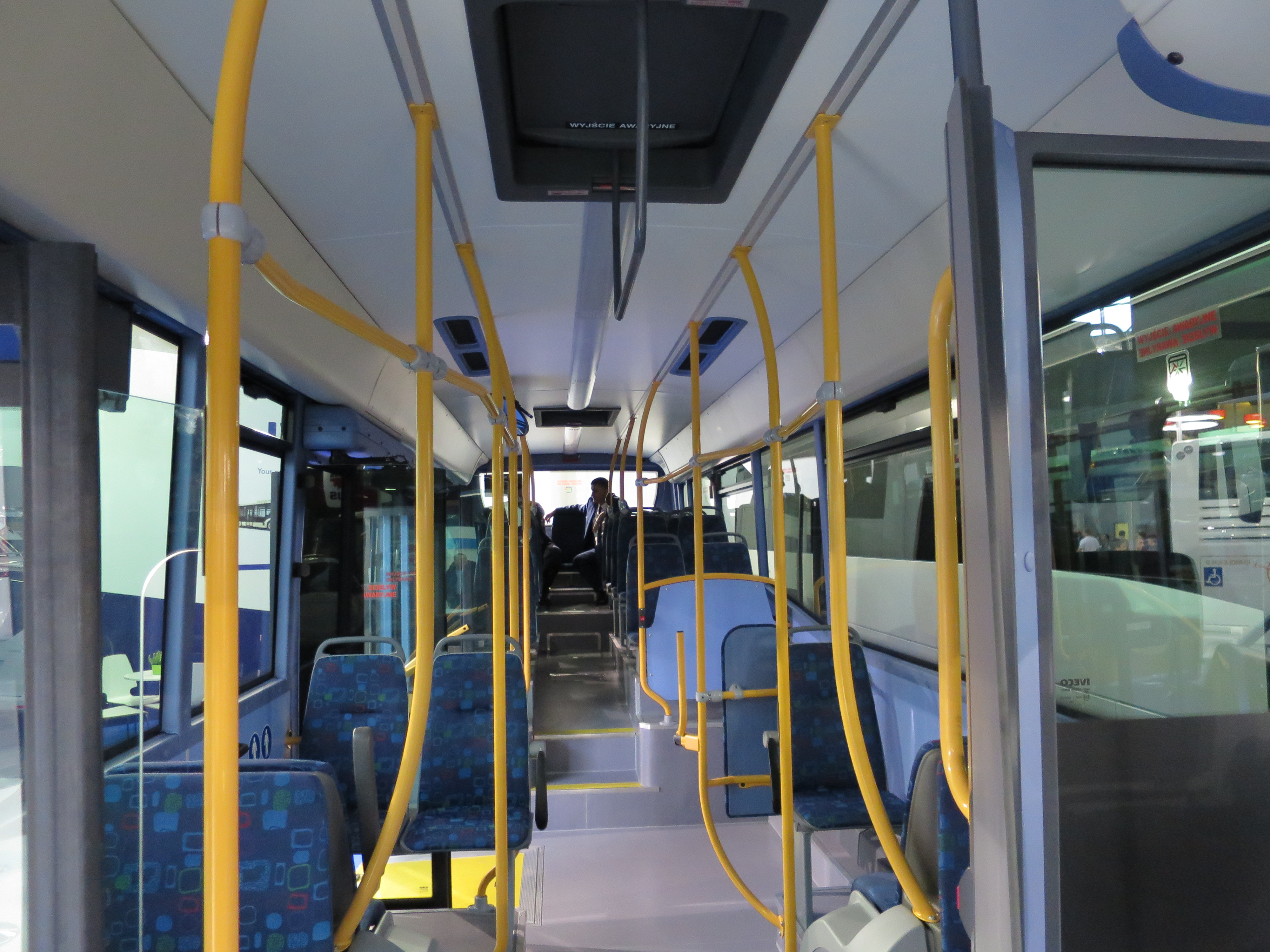
IVECO Crossway LE Fahrgastraum mit Stadtbussitzen (City-Variante)
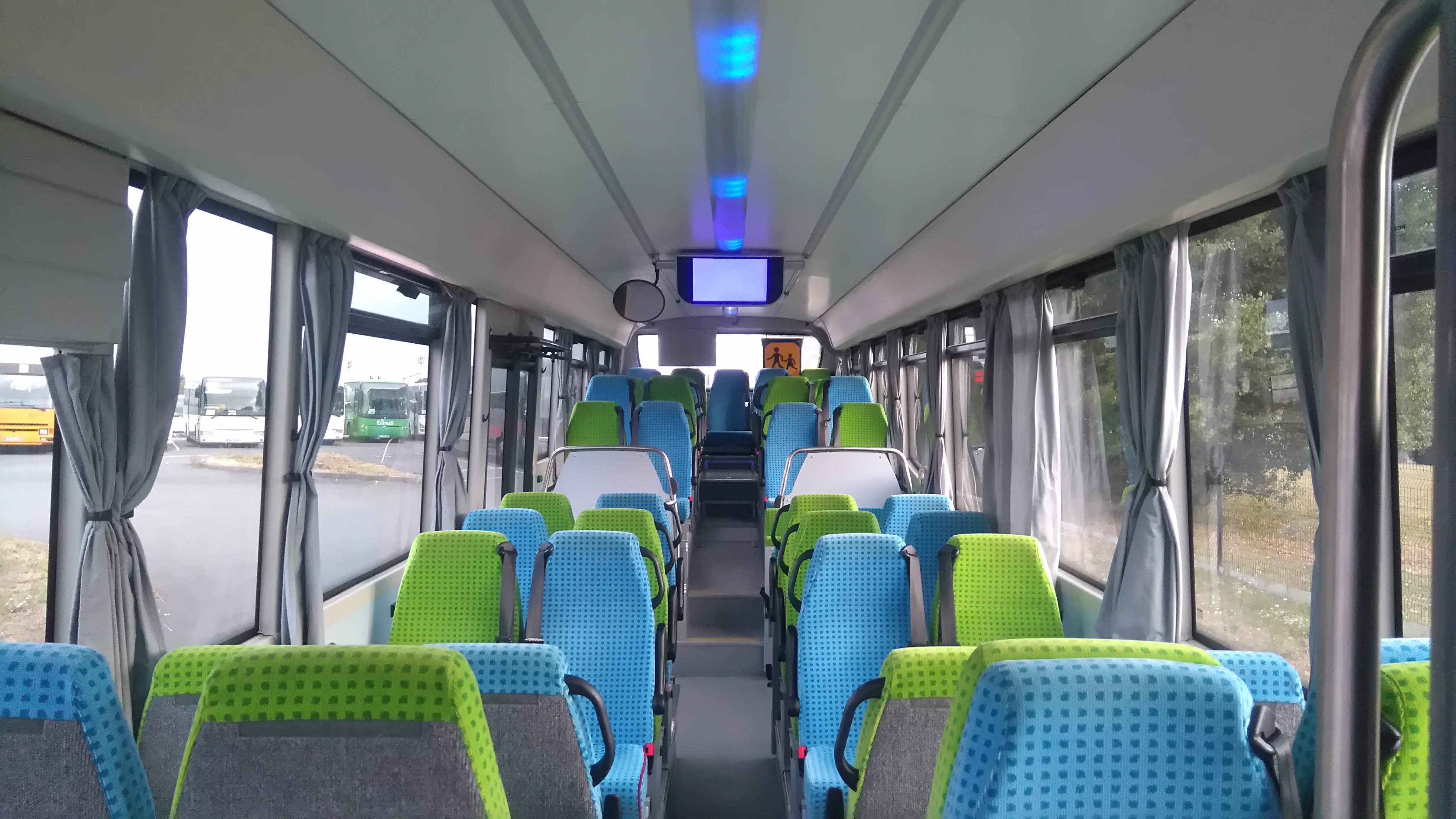
IVECO Crossway LE Fahrgastraum mit Überlandsitzen (Line-Variante)
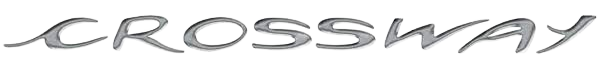
Irisbus Crossway Logo
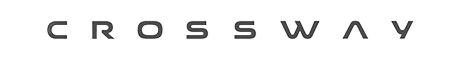
IVECO Crossway Logo
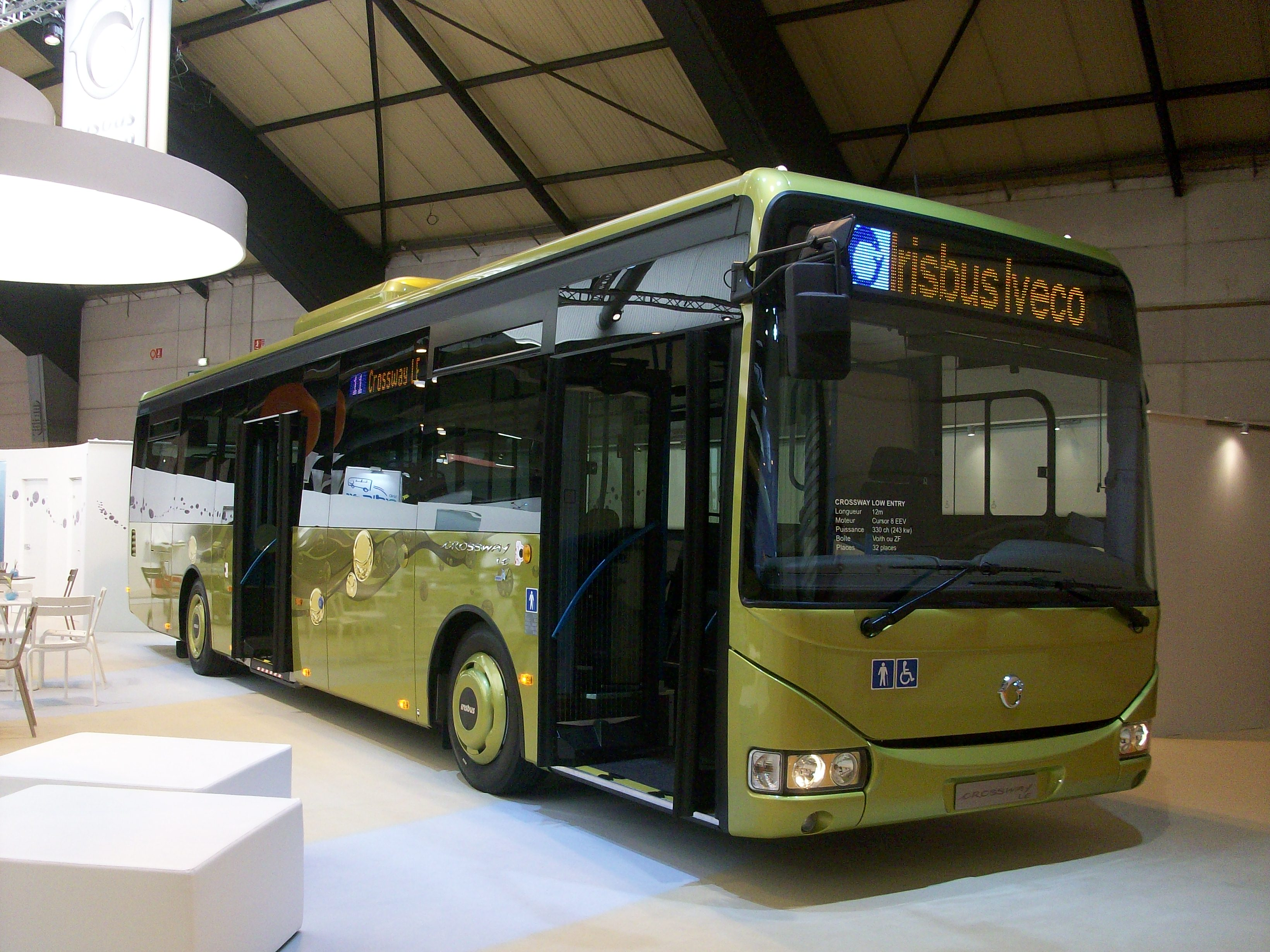
Irisbus Crossway LE
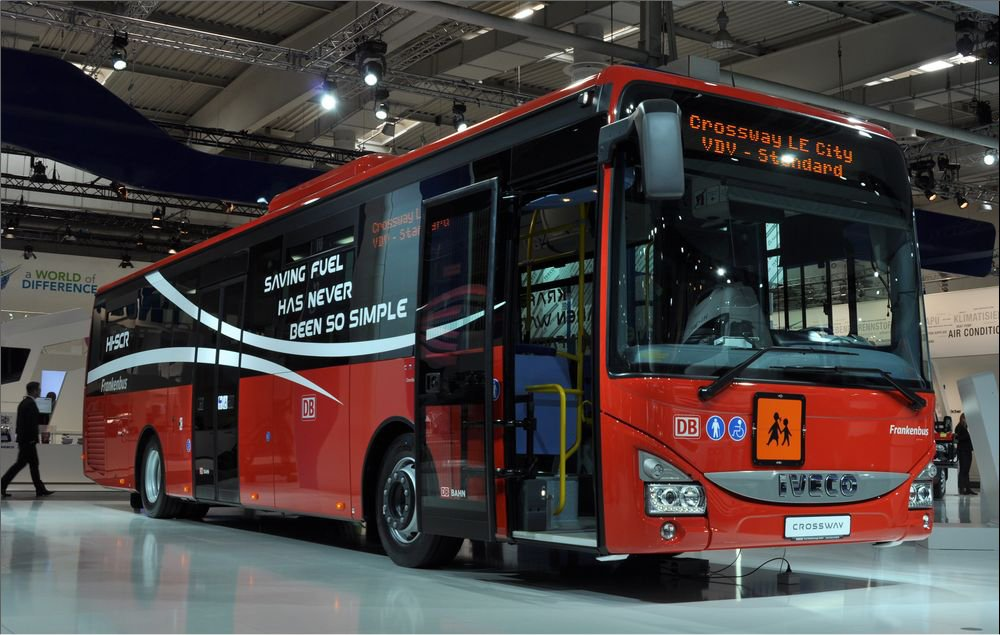
Iveco Crossway LE (1. Generation)
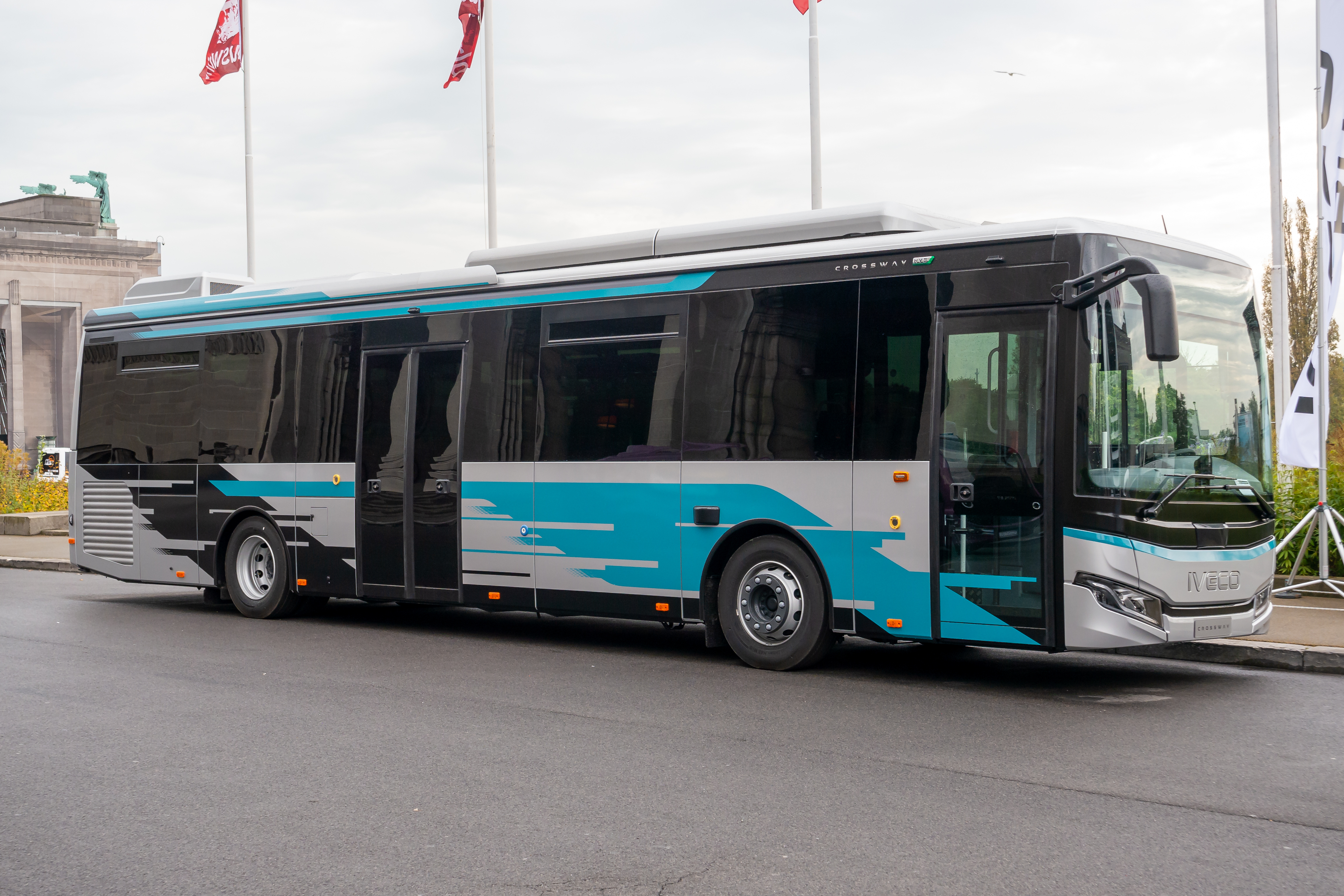
Iveco Crossway LE Hybrid (2. Generation)
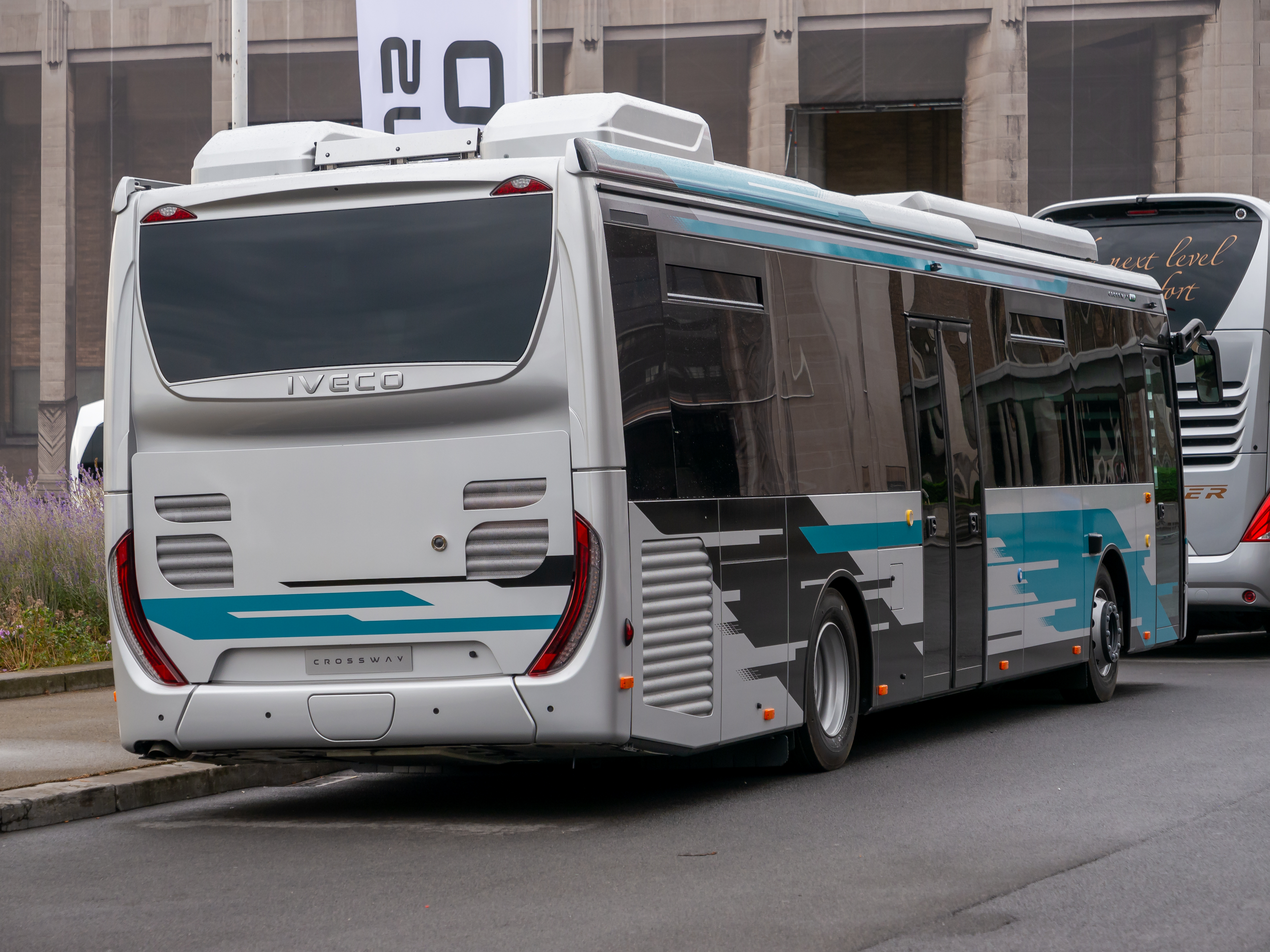
Heck des Iveco Crossway LE Hybrid (2. Generation)
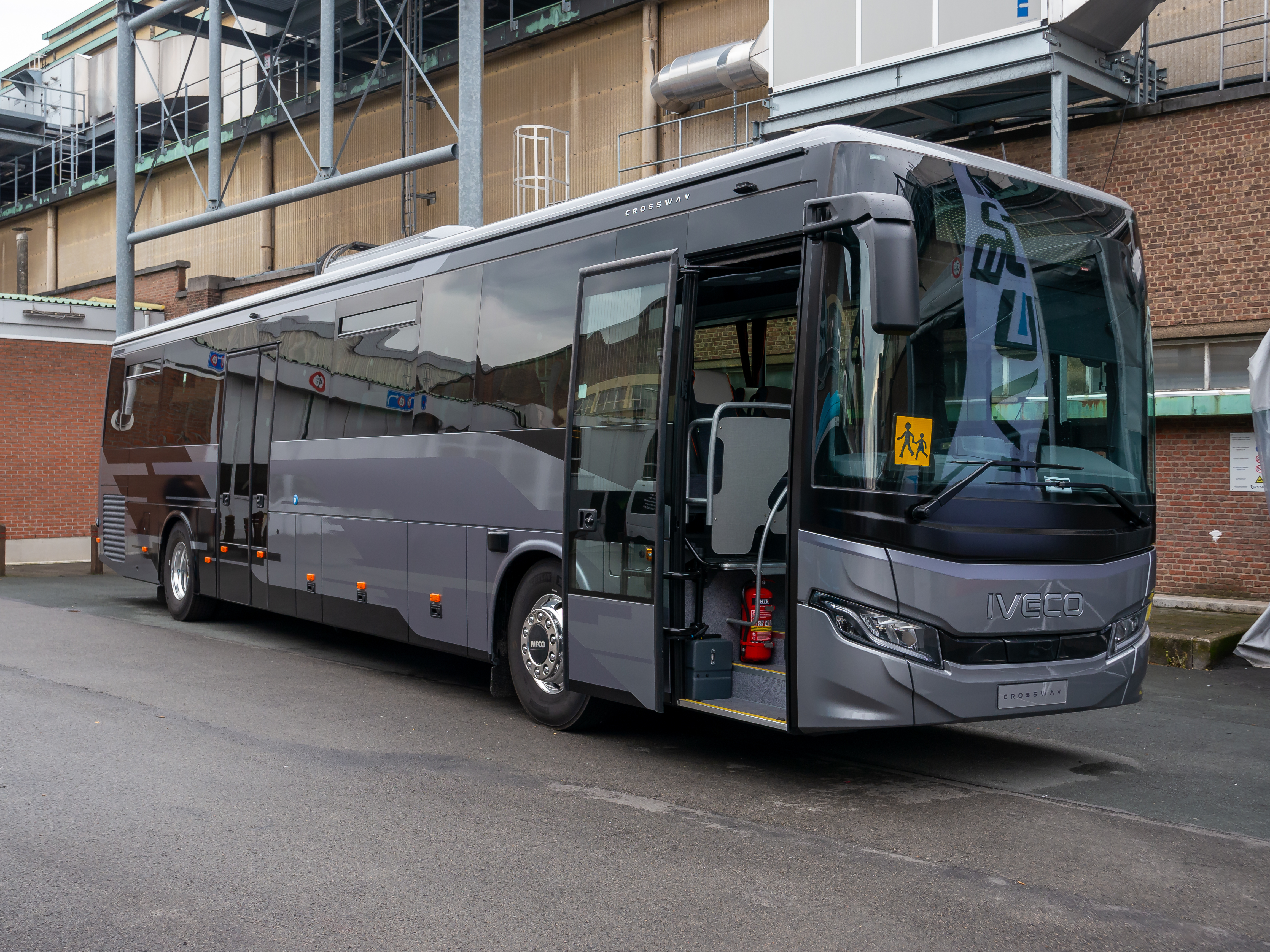
Crossway (2. Generation)
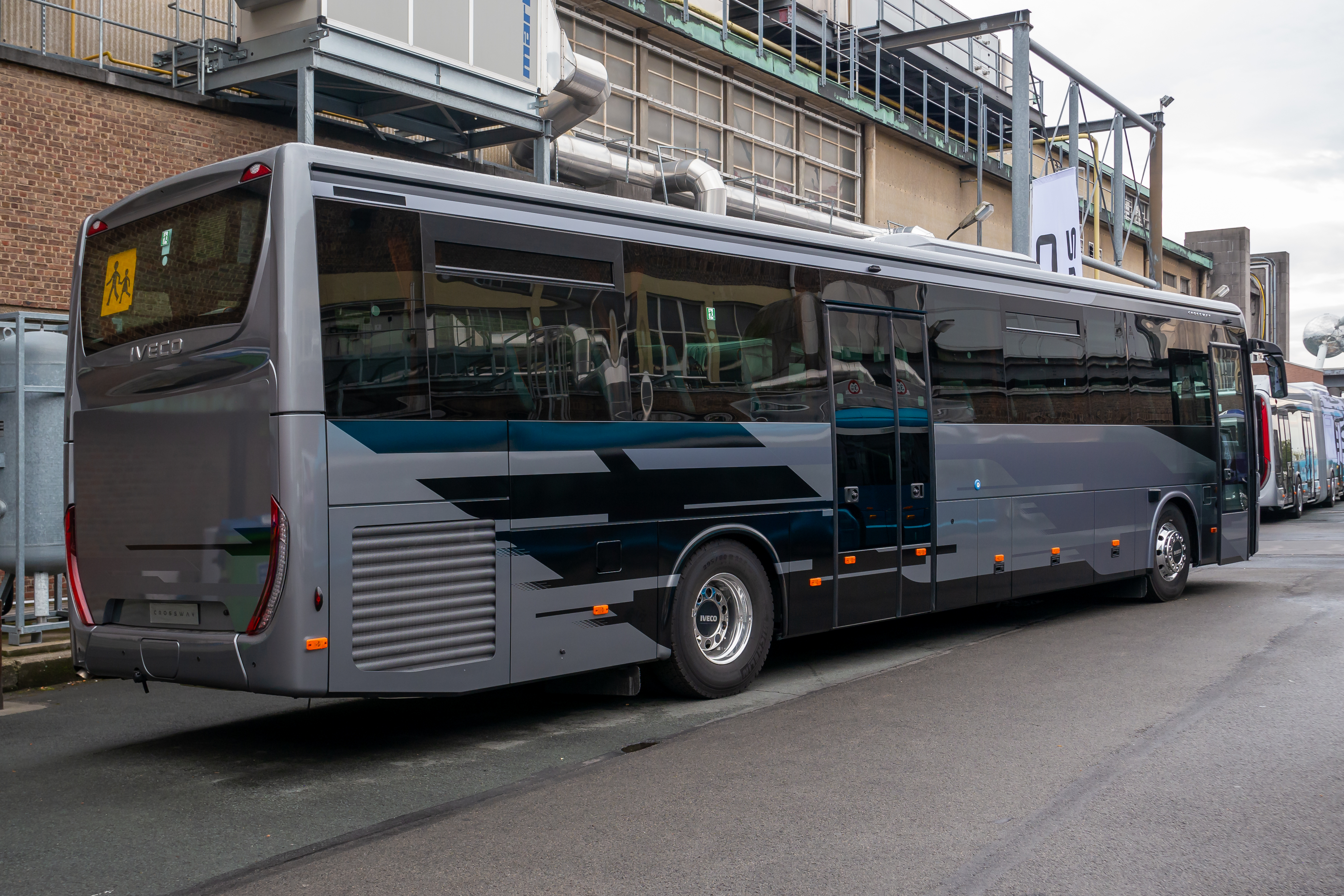
Heck Crossway (2. Generation)
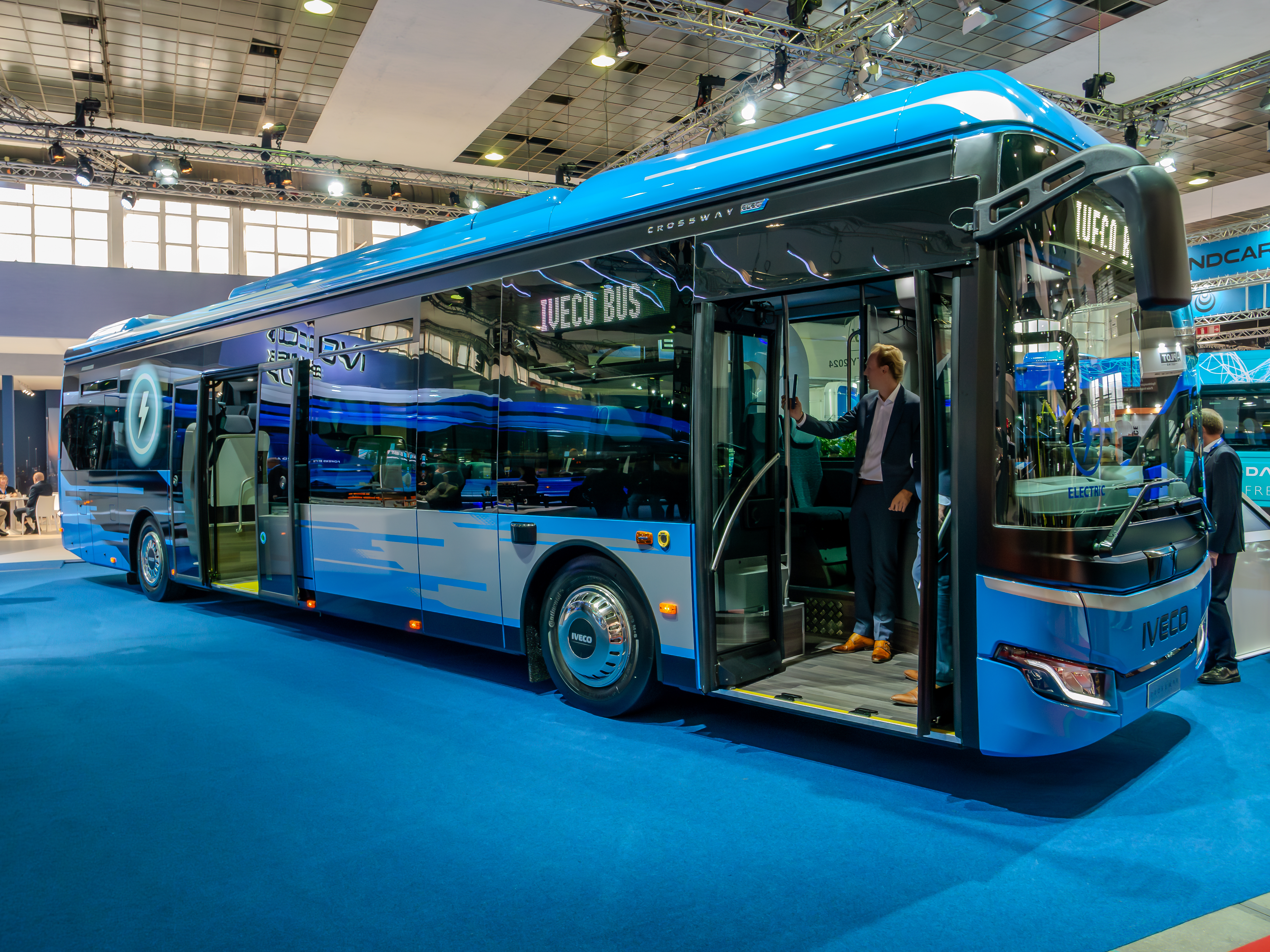
Iveco Crossway LE Elec (2. Generation)
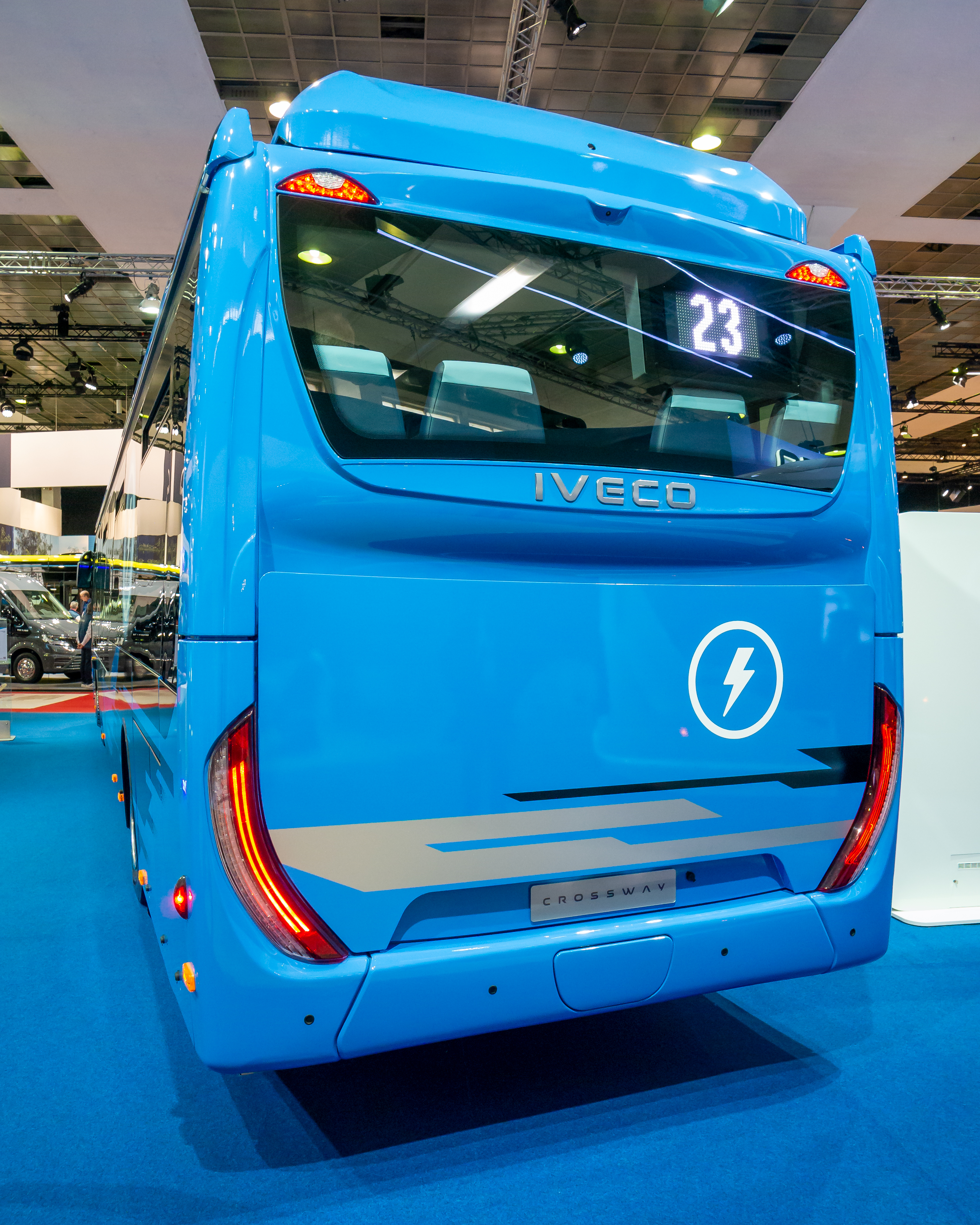
Heck Iveco Crossway LE Elec (2. Generation)

## Auszeichnungen
- 2017: Iveco Crossway LE NP Sustainable Bus of the Year 2018[8]
- 2019: Iveco Crossway NP NF Sustainable Bus of the Year 2020[8]
- 2022: Iveco Crossway LE Hybrid CNG Sustainable Bus of the Year 2023[8]
- 2023: Iveco Crossway LE Elec Sustainable Bus of the Year 2024[8]